# Bulbophyllum novae-hiberniae
Bulbophyllum novae-hiberniae är en orkidéart som beskrevs av Rudolf Schlechter. Bulbophyllum novae-hiberniae ingår i släktet Bulbophyllum och familjen orkidéer. Inga underarter finns listade i Catalogue of Life.